# アウトランダーズ
『アウトランダーズ』は、真鍋譲治によるSF漫画、およびそれを原作としたOVA。白泉社『月刊コミコミ』にて連載された。

## 概要
宇宙戦争の中を闘いながら生きる道を模索する日本人男性と銀河帝国王女の恋物語。宇宙からの地球へ占領軍がやってくる。地球は銀河帝国の発祥の地であったのだ。彼らは地球の先住民族を名乗り、地球人に対して地球の明け渡しを求めた。彼らは生体兵器や魔術を使用し、地球の兵器は全く歯が立たない。
そんな中、日本に偵察に訪れた王女カームが日本人男性若槻哲也を気に入りペット同然として拉致してしまう。やがてカームと若槻は付き合うことになる。銀河帝国側は認めなかったが、お転婆娘だったカームは帝国に対して駆け落ち宣言をしてしまう。同時期、カームと共に地球へ占領軍として派遣されていたゲオバルディが監督担当の上官とトラブルを起こしこれを殺害。占領軍は銀河帝国に反乱軍として認定されてしまう。もともと辺境の地球制圧のために派遣されていた占領軍は、銀河帝国にかつて侵略・制圧された種族であり銀河帝国には遺恨を持っていたのだった。かくして、地球側にカームとゲオバルディらの宇宙艦隊が加勢することになった。加えて地球の闇の支配者である「ネオ」により旧文明時代の生き残り勢力として魔女「ジレール」が降臨する。ジレールは若槻哲也の上司である岡沢亜紀の中に転生していたものがネオによって覚醒される形で出現した。ネオとジレールによって地球に居りてきた帝国軍は撃退される。
ゲオバルディらを討伐するために銀河帝国から本格的な大艦隊が派遣される。カームとゲオバルディらは善戦するが次第に劣勢となる。そんな中、地球側はネオの導きによって得た旧文明時代の遺物「ドーラ」を始動させる。月の本来の姿は旧文明が作った巨大砲台であった。地球側は反乱軍らを信用できないとして、反乱軍もろとも討伐軍をドーラで撃ち共に撃滅しようとする。ドーラからの一撃で討伐軍は壊滅するが、反乱軍は「ジレール」が守った。
地球側の裏切りを悟ったジレールはドーラのコントロールを奪い、ドーラを地球に衝突させ壊滅させる。ジレールはそのまま帝星に攻め込み皇帝と対峙するが、媒介となる岡沢亜紀が途中で心を閉ざしたため本来の力が発揮できず皇帝に敗れる。つづいてカームが皇帝に挑むが、やはり父親である皇帝の方が魔力が勝り勝ち目はなかった。しかし戦いの中、皇帝は敢えてカームを心理的に煽り自分を討たす。皇帝も最後は娘を想う親心を見せたのだった。皇帝を失った帝星は滅ぶ。
日本人男性と銀河帝国王女は何の後ろ盾もない流浪の民となり、辺境の惑星で2人の間に出来たたくさんの子供と共に平和に生きて行く。

### メルフォンの休日
辺境の惑星に伝わる特別な1日。それはかつて死に別れた人々と触れ合える大切な日だった。

## 主な登場人物

### 地球側
若槻哲也（わかつき てつや）
主人公。日本人で東亜新聞社に勤める報道カメラマンの卵。偶然出会ったカームと戦闘になり負かした(OVAではカームとの戦闘中に、不意にカームと抱き合う姿勢になって勃起してしまい、求婚の意志と誤解されてしまった)ことから、カームに気に入られる。
岡沢亜紀（おかざわ あき）
哲也の先輩で東亜新聞社の社会部に所属する女性記者。若いながらやり手で、「影の内閣」のスクープを狙っている。
東郷（とうごう）
防衛庁の陸幕長、その実態は指導者ネオに従い日本を裏から支配する「影の内閣」の総司令官。
ネオ
地球を裏から支配する「指導者」で、相当な老齢。銀河帝国側の人間たちと同様に、魔術などを操る能力の持ち主。
彼の話によると、かつて地球には高度な科学技術を持つ旧文明が存在し、自分たち魔術能力者を虐げていた。しかし科学技術の暴走から旧文明は分裂・滅亡し、生き残った人々は科学技術を捨てて地球を去り、かつて自分たちが虐げていた魔術や生物兵器を用いて銀河帝国を築いたと言う。地球人を指導してドーラを起動させるが、隙をついた東郷の指示によって殺害される。
ジレール
ネオのかつての片腕だった強大な魔力を持つ魔女。魔女狩りによって命を落としたが、亜紀の身を借りて転生。利害が一致した地球側と共に銀河帝国に反撃を挑むが、地球側の裏切りにあう。報復としてドーラを地球に衝突させ人類を滅亡させる。そのままカームらを連れて帝星に攻め込んだ。本来なら皇帝に匹敵する力を持つが、皇帝との戦いのさなかに亜紀が心を閉ざしてしまい敗れ去る。

### 銀河帝国側
カーム
ヒロイン。銀河帝国セント・エバスキュレーゼ王女。耳の上から額にかけて伸びた2本の角が特徴の金髪の美少女。偵察のため地球に降下し、哲也と出会い戦闘する。後日哲也を拉致し自船に連れ帰り、恋に落ちる。ゲオバルディらと共に反乱軍となり地球と共同戦線を張る。
バティア・ブレイティン・ロウ
カームの旧友。ゲオバルディに同伴して地球占領軍に派遣された。後にゲオバルディの恋人となる。ゲオバルディを庇い銃弾に身を晒し死亡。
ゲオバルディ
地球に派遣された帝国の占領軍だが、成り行き上で哲也に味方し反乱軍となる。討伐軍との戦いに苦戦し全滅寸前になるが、ドーラからの一撃で討伐軍が殲滅され難を逃れる。帝星での戦闘でバディアの死に激昂し素手で撃った兵士を惨殺中、眉間に銃弾を受け死亡。
皇帝
地球の先住民族を主張し、地球の明け渡しを求めて地球人の殲滅を開始する。皇帝という立場で哲也とカームの結婚に反対する立場を取り続けるが、いまわの際にはカームを心から愛していたことを告げてカームとの戦いに故意に負ける。
プログレス
序盤に登場する先遣隊の指揮官で帝国の神官。当初の任務は偵察のみだったがジレールの初陣で乗艦ごと破壊され死亡。
マルダー・ギレ
ゲオバルディ艦に同乗した帝国神官。叛意を見せたゲオバルディを自ら処刑しようとするが返り討ちに遭い死亡。
ナオ
カームの召使い。かつて帝国の侵略を受けた星の出身だが、彼の一族は従属したため下働きの下僕として生きてきた。最終話では母星に帰って復興活動をしている。

## 書誌情報

### 単行本
- 白泉社〈ジェッツコミックス〉
  1. 1985年6月　ISBN 4-592-13053-7 - 読切作品「鳥」収録。
  2. 1985年9月　ISBN 4-592-13062-6 - 読切作品「Passenger…!!」収録。
  3. 1986年1月　ISBN 4-592-13073-1 - 読切作品「ザ・フロンティア」収録。
  4. 1986年5月　ISBN 4-592-13086-3 - 読切作品「メデューサの船」収録。
  5. 1986年11月　ISBN 4-592-13525-3
  6. 1987年5月　ISBN 4-592-13526-1 - 読切作品「果肉 1990」収録。
  7. 1987年10月　ISBN 4-592-13527-X
  8. 1987年11月　ISBN 4-592-13528-8 - 読切作品「ピリオド・セレモニー」「大地の啓示」「PROJECT A子」収録。

### 愛蔵版
- 白泉社〈ジェッツコミックス愛蔵版〉-「メルフォンの休日」を収録。
  - 上 1989年7月31日　ISBN 4-592-13811-2
  - 下 1989年8月31日　ISBN 4-592-13812-0

### 文庫本
- 〈白泉社文庫〉
  1. 2000年12月20日　ISBN 4-592-88515-5
  2. 2000年12月20日　ISBN 4-592-88516-3
  3. 2001年3月20日　ISBN 4-592-88517-1
  4. 2001年3月20日　ISBN 4-592-88518-X

### その他
- 真鍋譲治短篇作品集『グラシェールの鍵』（白泉社、1987年） ISBN 4-592-13107-X に、外伝「グラシェールの鍵」（初出：白泉社『月刊コミコミ』1986年1月号）を収録（5~45頁）。

### 同人誌
2009年2月8日には、本作を雑誌連載デビュー作とした作者の漫画家生活25周年記念作品として真鍋譲治率いる「スタジオかつ丼」による18禁同人誌『裏アウトランダーズデビュー25周年記念号』が執筆・販売された。
こちらでは哲也が高校生、ライザは留学生、亜紀は教師（三十路前）という設定となっており、携帯電話が登場するなど刊行当時の時節に合わせた変更が行われている。

## OVA
1986年12月16日にOVA作品として製作・発売された。
45分という収録時間の中に、原作のすべてを映像化するのは不可能なので、哲也とカームの関係を中心とした、ラブコメ作品として思い切った構成になっている。脚本は、皇帝に謁見する場面を中心に、前半を富田祐弘、後半を寺田憲史と二人で担当している。音楽は本格的なオーケストラを使用し、壮大さを醸し出している。プロローグ部分の原画を梅津泰臣、カームと旧友バティアとの剣劇シーンを西島克彦が担当している。
原作者である真鍋は、非公式な形ではあるが、同人誌上の眠田直との対談で、作品の出来に対する不満を述べたことがあった。またファミコン版のゲームソフトの出来についても「出来も悪いしねー」というように不満があるという描写が、同時期に連載中だった「キャラバン・キッド」内に描かれていた。

### あらすじ
セント・エバスキュレーゼの王女、カームに指揮された生体メカ戦艦が地球を襲う。地表に降り立ち、剣で戦闘する王女カームの強さは生半可ではない。戦場を撮影していた哲也は、ひょんなことからこの王女に惚れられ結婚する羽目に。二人は、カームの父の皇帝のもとへ結婚の承諾を受けに行くが、当然猛反対にあう。怒り狂う皇帝に対してカームが取った大胆な計画とは……。

### スタッフ
- 原作 - 真鍋譲治（白泉社『月刊コミコミ』連載）
- プロデューサー - 岩田弘、佐藤智子
- 監督 - 山田勝久
- 脚本 - 富田祐弘、寺田憲史
- 演出 - 五月女有作
- キャラクターデザイン・作画監督 - 浜崎博嗣
- 美術監督 - 宮前光春
- 撮影監督 - 橋本和典
- 音響監督 - 本田保則
- 音楽 - 若草恵
- 製作・企画 - タツノコプロ、ビクター音楽産業
- 発売元 - ビクター音楽産業

### キャスト
- カーム - 平野文
- 若槻哲也 - 岩田光央
- バティア - 横尾まり
- ナオ - 神谷明
- モモ - 土井美加
- ポン・ボン・ホン - 篠原恵美
- 皇帝 - 外山高士
- ゲオバルディ - 内海賢二
- プログレス - 寺島幹夫
- 牢番 - 真鍋譲治

### アルバム
- 主題歌シングル「Starry eyes - 星の瞳 -(唄：NA'MON)／Something Wonderful(唄：N&M) 」　1986年11月1日発売
- 「アウトランダーズ」オリジナル・サウンドトラック・アルバム～ヌバ・シンフォニック・オーケストラによる映画音楽へのお誘い　1986年11月21日発売

### 関連書籍
- 『アウトランダーズ・フィルムブック』（MOVIC、1987年） ISBN 4-943966-05-5